# Абу аль-Касим аз-Заграві
Абуль-Касим Халаф ібн аль-Аббас аз-Заграві аль-Ансарі (також латинізоване Альбукасіс або Абулькасіс, араб. أبو القاسم خلف بن العباس الزهراوي;‎ близько 936, Мадіна аз-Захра — 1013, там же) — арабський лікар і науковець з Андалусії. Був придворним лікарем халіфа Кордови Аль-Хакама II.

## Біографія
Аз-Заграві народився в місті Азахара, за 8 кілометрів на північний захід від Кордови, Андалусія. Дата його народження точно невідома, проте науковці погоджуються, що це було після 936 року, коли було засновано місто, де він народився, Мадіна аз-Захра. Обговорюється версія його приналежність від мадінського племені аль-Ансар, таким чином, простежується и походження з Медини на Аравійському півострові. Більшу частину життя він прожив у Кордові. Тут же він вивчав, викладав і займався медициною та хірургією до смерті приблизно в 1013 році.
Часовий відрізок з VIII до XIII ст. іноді прийнято називати Золотим століттям ісламу. Починаючи з XIII століття і далі в християнському світі впроваджується омана про реакційність ісламської науки, як і про невігластво, ксенофобію її науковців. А це поширюється на медицину, математику, філософію тощо. Але саме вона була передовою тоді, коли в Європі панували реакційні погляди, в тому числі й на медицину. Вихідці з університету Аль-Карауїн (рік створення 859) заснували в 872 році чи не першу в світі «світську» лікарню в Каїрі. У цьому передовому лікувальному закладі (лікарня Ахмеда ібн Тулуна) був лікувальний центр, реанімаційне відділення, санаторій. Тут лікували всіх, незважаючи на стать і релігійні переконання, і, вперше в світі, психічно хворих людей. Аз-Заграві навчався в цій лікарні.
Залишилося небагато відомостей щодо його життя, і через руйнування Мадіна аз-Захра під час пізніших кастильсько-андалузьких війн. Його ім'я вперше з'явилося в роботах Абу Мухаммеда бін Хазма (993—1064), який зарахував його до числа найбільших лікарів мавританської Іспанії. Біографію аз-Заграві написав Джадват аль-Муктабіса аль-Хумайді (Про андалуських савантів) через шість десятиліть після смерті аз-Заграві.

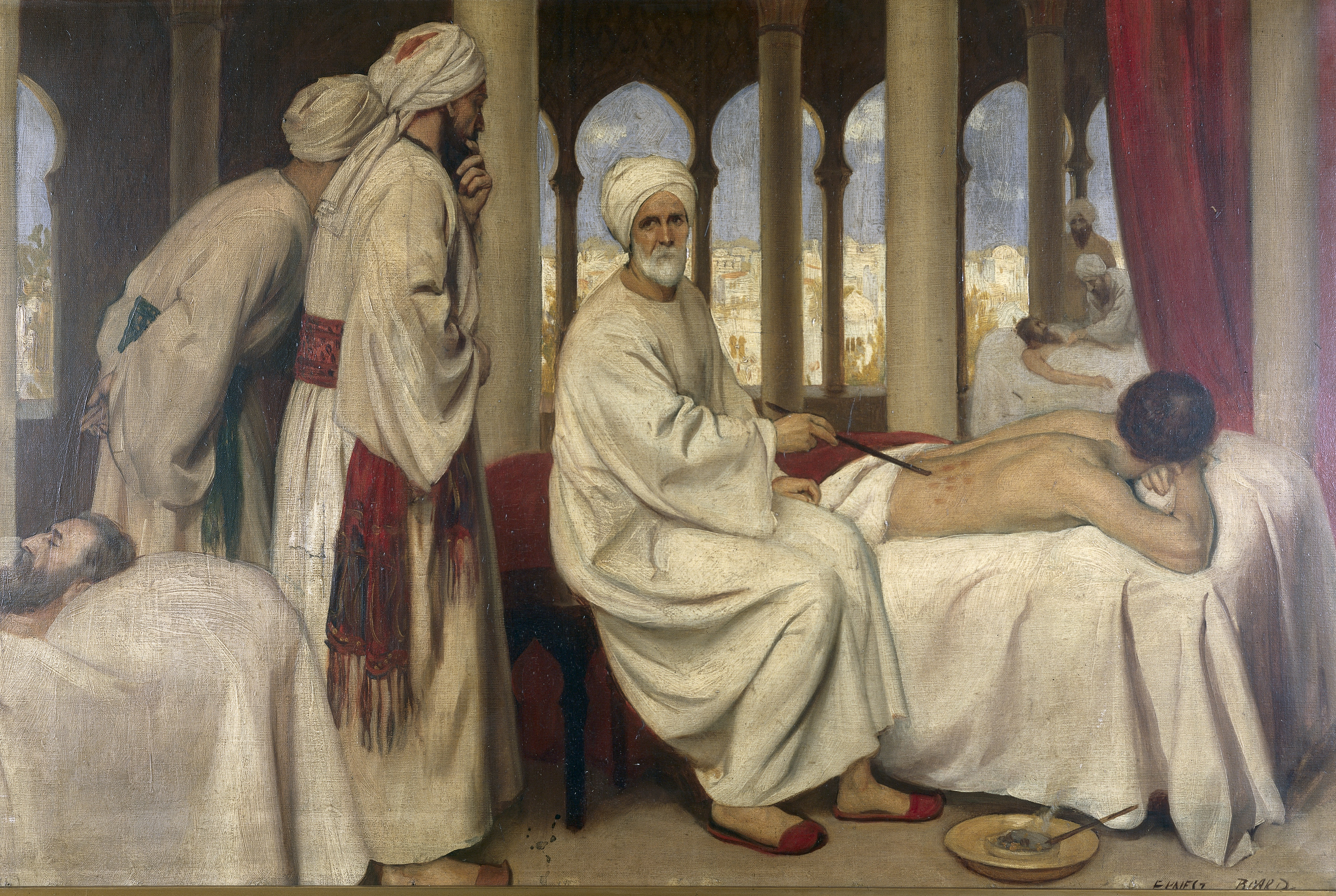
Аз-Заграві обстежує пухирі на спині хворого в госпіталі Кородови

## Доробок
Аз-Заграві спеціалізувався на вилікуванні захворювань шляхом припікання. Він винайшов кілька пристроїв, що використовуються під час хірургічного втручання, для таких цілей, як огляд внутрішньої частини уретри, а також огляд, захоплення та видалення сторонніх тіл з горла, вуха та інших органів тіла. Він також першим проілюстрував різні канюлі та першим, хто розглядав бородавку залізною трубкою та припік їдким металом.
Аз-Заграві першим з лікарів запропонував використовувати кетгут — нитку з тканин кишечника тварин для накладення внутрішніх швів. Тоді було відомо, що це єдиний матеріал, розсмоктуються організмом. До впровадження кетгуту аз-Заграві найбагатших і найвпливовіших пацієнтів на Сході та Заході оперували двічі, повторно — щоб зняти накладені шви.
Щипці для витягування голови дитини під час пологів він застосував першим в світі, знизивши смертність немовлят і молодих матерів. Аз-Заграві описав те, що згодом стало відомо як «положення Вальчера» в акушерстві.
Тонзилектомія — операція з видалення піднебінних мигдалин разом з сполучної тканинної капсулою відома понад 3000 років. Однак язикодержач, гачки і ножиці для такого оперативного втручання розробив саме Аз-Заграві. І вони практично в незмінному вигляді дійшли до наших днів.
Він також розробив основи місцевої і пероральної анестезії, мастектомії у жінок з раком грудей, методи дроблення каменів у сечовому міхурі, найбільш ефективні способи фіксації кісток при ампутації кінцівок. Винайшов новий інструмент для дроблення каменів, ранню форму літотриту, яку він назвав «Міхааб», яким міг розтрощити камінь всередині сечового міхура без необхідності хірургічного розрізу. Його техніка мала важливе значення для розвитку літотомії та вдосконалення в порівнянні з існуючими в Європі методиками, які завдавали сильного болю пацієнтові та мали високий рівень смертей.
Хоча аз-Заграві ніколи не робив хірургічну процедуру трахеотомії, він вилікував рабиню, яка перерізала власне горло при спробі самогубства. Аз-Заграві зашив рану, і дівчина одужала, тим самим довівши, що розріз у гортані може зажити і операція по її штучному розсіченню можлива.
Відомо, що він проводив хірургічне лікування травм голови, переломів черепа, травм хребта, гідроцефалії, субдуральних випотів та головного болю. Він описав прийом, який згодом став відомим як «метод Кохера» для лікування вивихнутого плеча. Перший клінічний опис оперативного лікування гідроцефалії дав він, описавши видалення поверхневої внутрішньочерепної рідини у дітей з гідроцефалією.

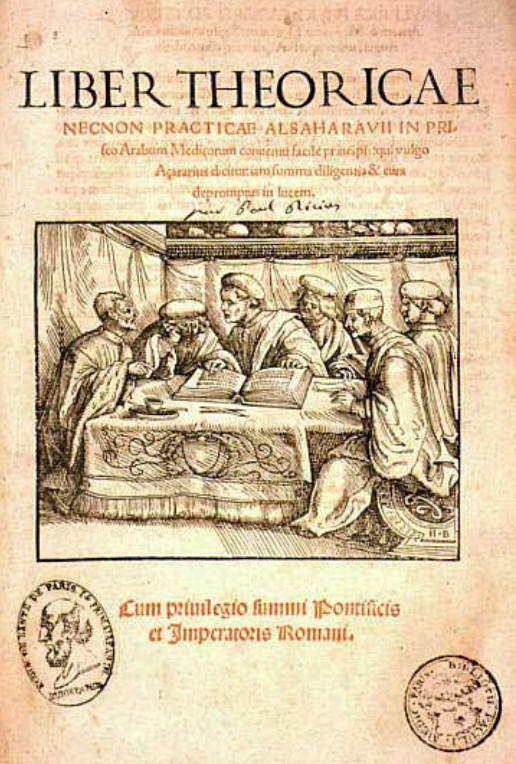
Обкладинка опублікованого в 1541 році одного з численних латинських перекладів одного з томів медичної енциклопедії Аз-Заграві «Ат-Тасріф»

Аз-Заграві створив медичну енциклопедію «Ат-Тасріф» у 30 томах, яка стала на п'ять наступних століть підручником не тільки для арабських, але й європейських лікарів. У своїй книзі він висвітлив широкий спектр медичних тем, включаючи хірургію, медицину, ортопедію, офтальмологію, фармакологію, харчування, стоматологію, пологи та патологію. Перший том енциклопедії стосується загальних принципів медицини, другий — патології, тоді як значна частина решти обговорює теми, що стосуються фармакології та лікарських засобів. Останній томт є найвідомішим — про операції. Аз-Заграві заявив, що вирішив обговорити хірургію в останньому томі, оскільки хірургія є найвищою формою медицини, і не слід її практикувати, поки не ознайомитися з усіма іншими галузями медицини. Енциклопедія містила дані, накопичені протягом кар'єри, яка охоплювала майже 50 років викладання та практики. У ньому він також писав про важливість позитивних стосунків лікар-пацієнт і ніжно писав про своїх учнів, яких він називав «моїми дітьми».
У XII столітті один з найбільших перекладачів Середньовіччя, італієць Герард Кремонський подужав лише один розділ (присвячений хірургії) з 30 томів «Ат-Тасріф». І тільки в 1519 році в Аугсбурзі (Німеччина) був зроблений більш-менш повний переклад на латину під назвою Liber theoricae necnon practicae Alsaharavii («Теоретична і практична книга аз-Заграві»).
Аз-Заграві запропонував понад 200 хірургічних інструментів, серед яких були різні види скальпелів, ретрактори, кюретки, кліщі, спекулі, а також інструменти, призначені для його прихильних прийомів припікання та лігатури. Він також винайшов гачки з подвійним наконечником для використання в хірургії. Багато з цих інструментів ніколи раніше не використовувалися до цього жодними хірургами. Аз-Заграві розповів як лігатувати судини майже за 600 років до Амбруаза Паре і вперше пояснив спадкову природу гемофілії. Він також першим описав хірургічну процедуру перев'язування скроневої артерії при мігрені, також майже за 600 років до того, як Паре записав, що перев'язав власну скроневу артерію.
Аз-Заграві вважав косметику галуззю медицини, яку він назвав «Медициною краси». Він займається парфумами, ароматизаторами та пахощами. Він також винайшов ароматизовані палички, закатані та пресовані у спеціальних формах, можливо, найдавніші предшественники сучасних помад та твердих дезодорантів.
Він говорив, що однаково якісно слід лікувати всіх (незалежно від конфесійної приналежності) — і багатих, і жебраків, не просячи при цьому з бідних будь-якої плати, але приділяючи багато особистої уваги кожному пацієнту, незважаючи на його багатства.
У XIV столітті французький хірург Гі де Шоліак процитував «Ат-Тасріф» понад 200 разів. П'єтро Аргаллата (помер 1453 року) описав Аз-Заграві як «без сумніву родоначальника всіх хірургів». Вплив Аз-Заграві тривав принаймні п'ять століть, поширюючись на епоху Ренесансу, про що свідчить часта згадка «Ат-Тасріф» французьким хірургом Жаком Далешамом (1513—1588).

## Пам'ять
Вулиця в Кордові, де він жив, названа на його честь як «Калле Альбуказіс» (Calle Albucasis). На цій вулиці він жив у будинку № 6, який зберегла Іспанська туристична рада. У січні 1977 року на ньому встановлено бронзову дошку, на якій вкарбовано: «Це будинок, де жив Аз-Заграві».